# بت القبايل (مسلسل)
بت القبايل هو مسلسل درامي مصري من إنتاج عام 2020. المسلسل من إخراج حسني صالح، وتأليف شاذلي فرح، ومن بطولة عمرو عبد الجليل، و‌حنان مطاوع، و‌محمد رياض، و‌محمود عبد المغني.

## القصة
رحيل (حنان مطاوع). تقتل الديب لأنها تعرف أنه وراء مقتل والدها فراج (أشرف عبد الغفور)، فيخطف حمدان (محمد رياض) ابنتها، وهو ما جعلها تخطف ابنه لتقتله، بينما يتورط زوجها حجاج (محمود عبد المغني) في قتل أبرياء ليجد نفسه واحدًا من مطاريد الجبل ثم زعيمهم، على جانب أخر يتواجد شمس وابنته زهرة التي تبحث عن السر الذي يخبأه عليها.

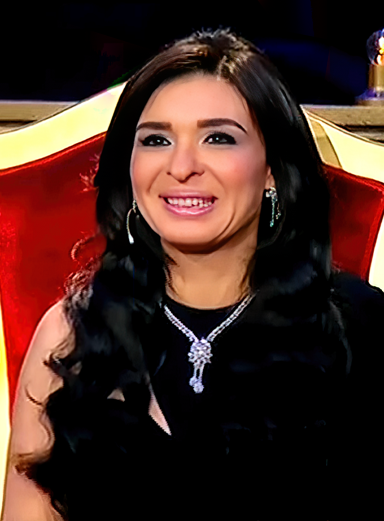
دينا في دور ظهور خاص كضيفة شرف

## طاقم التمثيل
- عمرو عبد الجليل
- حنان مطاوع
- محمد رياض
- محمود عبد المغني
- منة فضالي
- مدحت تيخا
- سميرة عبد العزيز
- أشرف عبد الغفور
- محمد عبد الحافظ
- بهاء ثروت
- محمود الجابري
- ياسمين علي
- دينا
- عمر زهران
- مفيد عاشور
- يوسف إسماعيل
- إنعام الجريتلي
- حسن العدل
- محمد ريحان
- ياسمين جمال
- عبد الخالق أحمد
- محمد عبدالجواد
- رشا الخطيب
- فاطمة محمد علي
- مازن الغرباوي
- محمد الدقاق
- أشرف طلبة
- عمرو درويش
- رضوى شريف
- سالي عبد العزيز
- نجاح حسن
- أحمد عتريس
- محمود سليمان
- أحمد يوسف
- عماد العروسي
- هشام فهمي
- مروة يحيى
- باسم شكري
- جلال العشري
- أميمة (إيمي) طلعت زكريا
- نيجار محمد
- عزمي داود
- هاجر الشرنوبي
- حمدي عباس
- حمدي هيكل
- مريم حليم
- هيثم نجم
- آسر مصطفى
- محمد الشقنقيري
- محمود محمد
- جنة عبد المنعم
- احمد الجعفري
- ندى محمد
- حسن محمد
- شهد عثمان
- سوزي
- رضا الصعيدي
- سالي عمر
- احمد شبل
- ياسر صادق
- رضا الجمال
- ايمان يوسف
- ميدو فايد
- محمود سليمان
- أسما عصام
- محمود الشرقاوي
- يوسف الأسدي

## إنتاج
كتب شاذلي فرح قصة وسيناريو المسلسل. وكان المسلسل من إخراج حسني صالح وإنتاج تامر مرسي.